# Inga davidsoniae
Inga davidsoniae är en ärtväxtart som beskrevs av Paul Carpenter Standley. Inga davidsoniae ingår i släktet Inga och familjen ärtväxter. Inga underarter finns listade i Catalogue of Life.